# 上元圓
上元圓為閩南一帶對湯圓或元宵的稱呼；在台語中則為彰化鹿港當地特有的傳統點心。元宵節吃湯圓為傳統習俗，但在彰化鹿港吃的是一種叫「上元圓」的古早味。

## 典故
正月十五元宵節是民俗節日上的「上元節」，因為民眾要接受紫微大帝賜福，會多說好話，所以吃甜元宵或湯圓就成為元宵習俗之一。鹿港人吃的「上元圓」，有別於一般用搖的元宵或水煮的湯圓，而是用蒸的，從古至今皆是如此，今日雖逐漸式微，不過仍有老店延續此一傳統，鹿港民眾和遊客在元宵節當天和前一天到鹿港，還是可以吃到充滿古意和古味的上元圓。

## 製作方式
將糯米洗乾淨，碾成米漿脫水乾燥，揉成粿糰煮熟，過程中不加水才會Q，切塊後即可包餡，餡料有紅豆、綠豆、芝麻，最特別還有一種罕見的「陳皮花生」，也就是橘子皮和花生醬。有別於一般用搖的元宵或水煮的湯圓，包好的「上元圓」放在粽葉上排好之後，是用蒸的。更有趣的是，白色糕皮上都印有紅色圓點，有的1點，有的4點，各代表不同口味。